# Burundi vid världsmästerskapen i simsport 2022
Burundi tävlade vid världsmästerskapen i simsport 2022 i Budapest i Ungern mellan den 17 juni och 3 juli 2022. Burundi hade en trupp på två idrottare.

## Simning
| Idrottare             | Gren                       | Heat    | Heat      | Semifinal        | Semifinal        | Final            | Final            |
| Idrottare             | Gren                       | Tid     | Placering | Tid              | Placering        | Tid              | Placering        |
| --------------------- | -------------------------- | ------- | --------- | ---------------- | ---------------- | ---------------- | ---------------- |
| Belly-Cresus Ganira   | Herrarnas 50 meter frisim  | 24,03   | 60        | Gick inte vidare | Gick inte vidare | Gick inte vidare | Gick inte vidare |
| Belly-Cresus Ganira   | Herrarnas 100 meter frisim | 53,85   | 75        | Gick inte vidare | Gick inte vidare | Gick inte vidare | Gick inte vidare |
| Alyse Leilla Maniriho | Damernas 50 meter frisim   | 31,82   | 76        | Gick inte vidare | Gick inte vidare | Gick inte vidare | Gick inte vidare |
| Alyse Leilla Maniriho | Damernas 100 meter frisim  | 1.12,38 | 60        | Gick inte vidare | Gick inte vidare | Gick inte vidare | Gick inte vidare |